# Stefan Makné

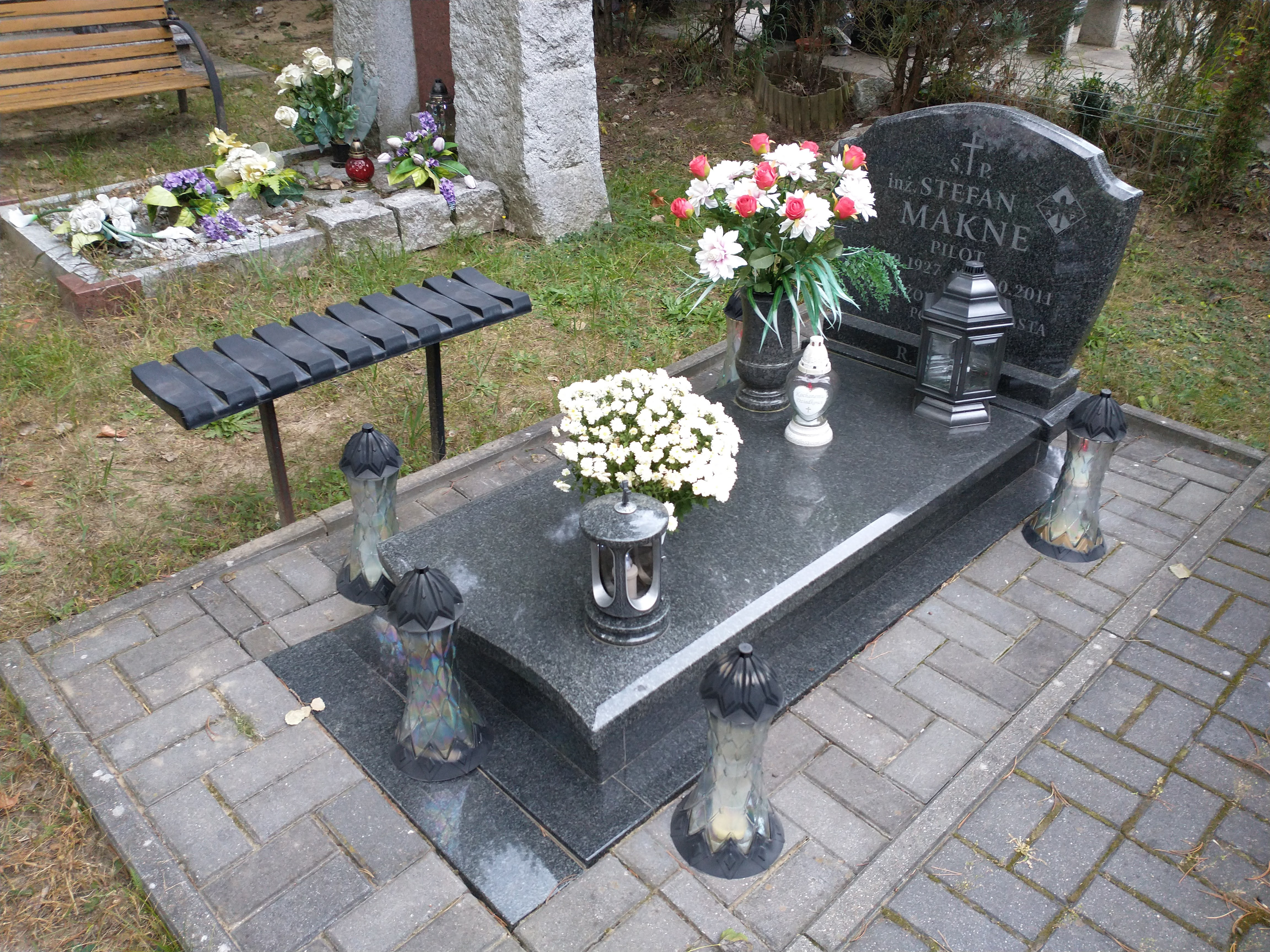
Grób Stefana Makné na cmentarzu Miłostowo w Poznaniu

Stefan Makné (ur. 1 września 1927 w Poznaniu, zm. 26 października 2011 w Gnieźnie) – polski pilot balonowy, szybowcowy i samolotowy, zwycięzca Pucharu Gordona Bennetta w 1983 (razem z Ireneuszem Cieślakiem).

## Życiorys
W czasie II wojny światowej był członkiem Szarych Szeregów, pod koniec wojny więziony w niemieckich obozach. Po wojnie przeniósł się wraz z rodziną z Poznania do Jeleniej Góry. Ukończył szkolenie szybowcowe, a w latach 1949–1950 uzyskał licencję samolotową, jednak z powodu wcześniejszej przynależności do Szarych Szeregów otrzymał zakaz wstępu na lotnisko i nie mógł w czasach stalinowskich zajmować się lotnictwem. Ukończył gimnazjum dla dorosłych w Jeleniej Górze, a następnie studia na Wydziale Mechanicznym Politechniki Poznańskiej z tytułem inżyniera lotnictwa o specjalności konstrukcja płatowców. Otrzymał nakaz pracy w Okręgowym Zarządzie PGR w Szczecinie, jednak na jego prośbę przeniesiono go do Zakładów Sprzętu Lotniczego w Poznaniu, które jednakże zamknięto, po czym pracował do emerytury przy ekspertyzach energetyczno-cieplnych. W 1957 zajął się także ponownie lotnictwem. Był zawodnikiem Aeroklubu Poznańskiego. W 1975 zdobył szybowcowe mistrzostwo Polski w klasie standard, a w 1977 w klasie otwartej.
W 1972 został przewodniczącym Rady Balonowej Aeroklubu PRL i przyczynił się do odrodzenia sportu balonowego w Polsce. Szkolił pilotów polskich, a także czechosłowackich i węgierskich. W 1979 w zespole z Ireneuszem Cieślakiem zajął w mistrzostwach świata balonów na ogrzane powietrze 20. miejsce, w 1980 w mistrzostwach świata balonów gazowych był w parze z tym samym zawodnikiem dziesiąty. W latach 1982–1983 był prezesem Aeroklubu Poznańskiego.
Jego największym sukcesem sportowym było zwycięstwo w pierwszej po II wojnie światowej edycji Pucharu Gordona Bennetta w 1983, w załodze tworzonej z Ireneuszem Cieślakiem. Polski duet w balonie SP-BZO Polonez wystartował 28 czerwca 1983 z Paryża i po 36 godzinach i 26 minutach wylądował w niemieckiej wsi Offenstetten, osiągając dystans 690 km. Sukces ten przyniósł im także 8. miejsce w Plebiscycie „Przeglądu Sportowego” na najlepszego sportowca Polski w 1983.
W latach 50. wstąpił do Stronnictwa Demokratycznego, a w latach 90. do Krajowej Partii Emerytów i Rencistów, z listy której kandydował do Sejmu w wyborach parlamentarnych w 1997. Wystąpił z niej, motywując to opanowaniem KPEiR przez byłych członków PZPR. Zasiadał w radzie dzielnicy na Nowym Mieście w Poznaniu. Należał też do Partii Centrum, z listy której kandydował do Sejmu w wyborach parlamentarnych w 2005.
Został pochowany na cmentarzu Miłostowo w Poznaniu w alei zasłużonych.

## Udział w Pucharze Gordona Bennetta
| Edycja zawodów | Data       | Miejsce zawodów                 | Lokata                                     | Załoga                              | Balon                           | Czas lotu [h] | Odległość [km] |
| -------------- | ---------- | ------------------------------- | ------------------------------------------ | ----------------------------------- | ------------------------------- | ------------- | -------------- |
| 27             | 1.07.1983  | Paryż (Francja)                 | 1                                          | Stefan Makné, Ireneusz Cieślak      | SP-BZO Polonez                  | 36:00         | 690,00         |
| 28             | 13.10.1984 | Zurych (Szwajcaria)             | 3                                          | Stefan Makné, Jerzy Czerniawski     | SP-BZN SPOŁEM-ALMATUR BIAŁYSTOK | 38:05         | 770,00         |
| 29             | 28.09.1985 | Genewa (Szwajcaria)             | 2                                          | Stefan Makné, Waldemar Ozga         | SP-BZR Polonia                  | 22:58         | 325,00         |
| 31             | 3.10.1987  | Seefeld in Tirol (Austria)      | 5                                          | Stefan Makné, Grzegorz Antkowiak    | SP-BZR Polonia                  | 19:00         | 576,00         |
| 32             | 23.10.1988 | Bregenz (Austria)               | 2                                          | Stefan Makné, Grzegorz Antkowiak    | SP-BZO Polonez                  | 43:07         | 677,50         |
| 33             | 16.09.1989 | Lech (Austria)                  | 11                                         | Stefan Makné, Grzegorz Antkowiak    | SP-BZO Polonez                  | 22:56         | 486,40         |
| 34             | 2.09.1990  | Lech (Austria)                  | 9                                          | Stefan Makné, Grzegorz Antkowiak    | SP-BZO Polonez                  | 10:17         | 176,80         |
| 35             | 21.09.1991 | Lech (Austria)                  | 3                                          | Stefan Makné, Grzegorz Antkowiak    | SP-BZO Polonez                  | 36:58         | 631,30         |
| 36             | 19.09.1992 | Stuttgart (Niemcy)              | 11                                         | Stefan Makné, Grzegorz Antkowiak    | SP-BWH                          | 62:09         | 584,32         |
| 37             | 4.10.1993  | Albuquerque (Stany Zjednoczone) | 7                                          | Stefan Makné, Waldemar Ozga         | N37915                          | 22:10         | 219,70         |
| 38             | 18.09.1994 | Lech (Austria)                  | 8                                          | Stefan Makné, Franciszek Góralewicz | SP-BZO Polonez                  | 14:22         | 135,26         |
| 39             | 9.09.1995  | Wil (Szwajcaria)                | 13                                         | Stefan Makné, Piotr Hałas           | SP-BZO Polonez                  | 26:43         | 494,60         |
| 40             | 28.09.1996 | Warstein (Niemcy)               | 9                                          | Stefan Makné, Dariusz Brzozowski    | SP-BZO Polonez                  | 16:32         | 567,70         |
| 41             | 7.09.1997  | Warstein (Niemcy)               | 8                                          | Stefan Makné, Piotr Hałas           | SP-BZO Polonez                  | 41:42         | 1570,50        |
| 42             | 12.09.1998 | Paryż (Francja)                 | zawody nie odbyły się z powodu złej pogody | Stefan Makné, Franciszek Góralewicz | SP-BZO Polonez                  | -             | -              |
| 44             | 9.09.2000  | Saint-Hubert (Belgia)           | 11                                         | Stefan Makné, Franciszek Góralewicz | SP-BZO Polonez                  | 22:37         | 171,20         |
| 46             | 31.08.2002 | Châtellerault (Francja)         | 11                                         | Stefan Makné, Krzysztof Stanecki    | SP-BZO Polonez                  | 17:37         | 345,87         |
| 48             | 29.08.2004 | Thionville (Francja)            | 12                                         | Stefan Makné, Krzysztof Stanecki    | SP-BBI Meble VOX                | 18:07         | 772,44         |

## Odznaczenia i nagrody
- 2010: Krzyż Oficerski Orderu Odrodzenia Polski[10]